# 4 أغسطس
- السبت
- الأحد
- الاثنين
- الثلاثاء
- الأربعاء
- الخميس
- الجمعة

- 261 صفر 1447  هـ
- 272 صفر 1447  هـ
- 283 صفر 1447  هـ
- 294 صفر 1447  هـ
- 305 صفر 1447  هـ
- 316 صفر 1447  هـ
- 17 صفر 1447  هـ
- 28 صفر 1447  هـ
- 39 صفر 1447  هـ
- 410 صفر 1447  هـ
- 511 صفر 1447  هـ
- 612 صفر 1447  هـ
- 713 صفر 1447  هـ
- 814 صفر 1447  هـ
- 915 صفر 1447  هـ
- 1016 صفر 1447  هـ
- 1117 صفر 1447  هـ
- 1218 صفر 1447  هـ
- 1319 صفر 1447  هـ
- 1420 صفر 1447  هـ
- 1521 صفر 1447  هـ
- 1622 صفر 1447  هـ
- 1723 صفر 1447  هـ
- 1824 صفر 1447  هـ
- 1925 صفر 1447  هـ
- 2026 صفر 1447  هـ
- 2127 صفر 1447  هـ
- 2228 صفر 1447  هـ
- 2329 صفر 1447  هـ
- 241 ربيع الأول 1447  هـ
- 252 ربيع الأول 1447  هـ
- 263 ربيع الأول 1447  هـ
- 274 ربيع الأول 1447  هـ
- 285 ربيع الأول 1447  هـ
- 296 ربيع الأول 1447  هـ
- 307 ربيع الأول 1447  هـ
- 318 ربيع الأول 1447  هـ
- 19 ربيع الأول 1447  هـ
- 210 ربيع الأول 1447  هـ
- 311 ربيع الأول 1447  هـ
- 412 ربيع الأول 1447  هـ
- 513 ربيع الأول 1447  هـ

4 أغسطس أو 4 آب أو يوم 4 \ 8 (اليوم الرابع من الشهر الثامن) هو اليوم السادس عشر بعد المئتين (216) من السنوات البسيطة، أو اليوم السابع عشر بعد المئتين (217) من السنوات الكبيسة وفقًا للتقويم الميلادي الغربي (الغريغوري). يبقى بعده 149 يوما لانتهاء السنة.

## أحداث
- 1578 - السعديون يقضون على التواجد البرتغالي في المغرب بعد انتصارهم في معركة وادي المخازن.
- 1909 - بداية الإضراب السويدي العام .
- 1914 - المملكة المتحدة تعلن الحرب على ألمانيا، والولايات المتحدة تتخذ الحياد في الحرب العالمية الأولى.
- 1933 - صدور أول عدد لجريدة عمل الشعب المغربية.
- 1984 - فولتا العليا تتخذ من بوركينا فاسو اسمًا جديدًا للجمهورية.
- 1988 - علماء أمريكيون يكتشفون 17 نوعًا جديدًا من فيروس نقص المناعة الإيدز.
- 1990 - العراق يعلن عن تأسيس جمهورية الكويت تحت قيادة حكومة الكويت الحرة المؤقته برئاسة علاء حسين وذلك بعد الغزو العراقي في 2 أغسطس.
- 2000 - الاحتفالات تعم المملكة المتحدة لإحياء ذكرى ميلاد الملكة إليزابيث الأم المئة، وتعتبر الملكة إليزابيث أول أفراد العائلة المالكة التي تحتفل بذكرى ميلادها المئة.
- 2007 - إطلاق سفينة الفضاء «فينيكس» التابعة لناسا.
- 2010 - إطلاق القمر الصناعي المصري نايل سات 201.
- 2013 - وقوع مجازر في عدة قرى في ريف اللاذقية في هجوم شنّته قوات تنظيم الدولة الإسلامية في العراق والشام وجبهة النصرة وفصائل أخرى بينها أحرار الشام وجيش المهاجرين والأنصار وقوات العز. قالت منظمة هيومن رايتس ووتش في وقت لاحق أن حوالي 190 مدنياً قتلوا (بينهم عدد كبير من النساء والأطفال) وحوالي 200 اختطفوا خلال الهجوم.
- 2017 -
  - إعادة انتخاب بول كاغامه لفترة رئاسية ثالثة في الانتخابات الرئاسية الرواندية 2017 بنسبة 98,7% من الأصوات.
  - انتقال اللاعب البرازيلي نيمار إلى نادي باريس سان جيرمان قادمًا من نادي برشلونة في صفقة قياسية وصلت إلى 222 مليون يورو.
- 2019 -
  - انفجار كبير أمام المعهد القومي للأورام وسط القاهرة يودي بِحياة 20 شخصًا وإصابة 47 آخرين، واختلافٌ حول تحديد السبب أو الجهة المُنفِّذة.
  - المخترع الفرنسي فرانكي زاباتا يجتاز بحر المانش بلوح طائر في حادثة هي الأولى في التاريخ، وذلك بعد قطعه المسافة الفاصلة بين فرنسا والمملكة المتحدة خلال 22 دقيقة.
- 2020 - انفجار ضخم في مرفأ بيروت يُلحق أضرارًا جسيمة في أرجاء بيروت، وسُمع دويه في الدول المجاورة للبنان، مخلفًا عشرات القتلى والمفقودين وآلاف الجرحى، ومئات الآلاف من النازحين.

## مواليد
- 1792 - بيرسي بيش شيلي، شاعر إنجليزي.
- 1805 - ويليام روان هاميلتون، عالم فيزياء ورياضيات أيرلندي.
- 1859 - كنوت همسون، أديب نرويجي حاصل على جائزة نوبل في الأدب عام 1920.
- 1900 - الملكة إليزابيث، زوجة جورج السادس ملك المملكة المتحدة.
- 1901 - لويس أرمسترونغ، مغني وعازف جاز أمريكي.
- 1908 - بهيجة حافظ، ممثلة ومخرجة وكاتبة مصرية.
- 1921 - إبراهيم جلال، ممثل عراقي.
- 1929 - ياسر عرفات، رئيس السلطة الوطنية الفلسطينية ورئيس منظمة التحرير الفلسطينية وحاصل على جائزة نوبل للسلام عام 1994.
- 1930 - السيد علي السيستاني، مرجع ديني شيعي.
- 1937 - تيري رولان، معلق رياضي فرنسي.
- 1940 - عبد الله المزيني، ممثل سعودي.
- 1941 - تيد ستريكلاند، سياسي أمريكي.
- 1946 - بيير أندريه تاغييف، فيلسوف فرنسي.
- 1947 - كلاوس شولتزه، موسيقي ألماني.
- 1948 - سعيد الصالح، ممثل مصري.
- 1950 - الشيخة حصة سعد العبد الله الصباح، رئيسة مجلس سيدات الأعمال العرب.
- 1957 - جون وارك، لاعب كرة قدم اسكتلندي.
- 1960 - خوسيه لويس ثباتيرو، رئيس وزراء إسبانيا.
- 1961 - باراك أوباما، رئيس الولايات المتحدة الرابع والأربعون حاصل على جائزة نوبل للسلام عام 2009.
- 1963 - كيث إليسون، سياسي أمريكي.
- 1965 - فريدريك رينفلت، رئيس وزراء السويد.
- 1968 -
  - طارق عبد العزيز، ممثل مصري.
  - دانيال دي كيم، ممثل أمريكي.
- 1970 - فرح، ممثلة أردنية تعمل في مصر.
- 1974 -
  - عمر القزابري، إمام مسجد الحسن الثاني.
  - مقتدى الصدر، رجل دين شيعي وزعيم التيار الصدري في العراق.
- 1975 - نايكوس ليبروبولس، لاعب كرة قدم يوناني.
- 1976 - هيتومي ناباتامي، ممثلة أداء صوتي يابانية.
- 1977 - لويس بوا مورتي، لاعب كرة قدم برتغالي.
- 1978 - ساتوشي هينو، ممثل أداء صوتي ياباني.
- 1985 -
  - مارك ميليغان، لاعب كرة قدم أسترالي.
  - لويس فالنسيا، لاعب كرة قدم إكوادوري.

## وفيات
- 1060 - الملك هنري الأول، ملك فرنسا.
- 1875 - هانس كريستيان أندرسن، كاتب دنماركي.
- 1922 - أنور باشا قائد عسكري عثماني.
- 1962 - مارلين مونرو، ممثلة أمريكية.
- 2003 - فردريك روبنز، طبيب أمريكي حاصل على جائزة نوبل في الطب عام 1954.
- 2011 - ناوكي ماتسودا، لاعب كرة قدم ياباني.
- 2020 - نزار نجاريان، سياسي ورجل أعمال لبناني.
- 2021 - فتحية طنطاوي، ممثلة مصرية.

## أعياد ومناسبات
- اليوم الوطني في بوركينا فاسو.

## وصلات خارجية
- وكالة الأنباء القطريَّة: حدث في مثل هذا اليوم.
- النيويورك تايمز: حدث في مثل هذا اليوم.
- BBC: حدث في مثل هذا اليوم.